# Ömer Toprak
Ömer Toprak, född 21 juli 1989, är en professionell fotbollsspelare i Turkiets herrlandslag i fotboll och den högsta tyska ligan, Bundesliga. Toprak spelar mittback i den turkiska klubben Antalyaspor.

## Klubbkarriär
Topraks karriär startade i den tyska klubben TSB Ravensburg år 1994. År 2001, efter 7 års medverkan i TSB Ravensburg, gick han över till FV Ravensburg.

### SC Freiburg
Toprak skrev under för SC Freiburg år 2005. Tre år senare (2008) skrev Toprak under sitt första professionella kontrakt gällande säsongen 2007/2008. Under säsongen 2007/2008 spelade Toprak professionellt för SC Freiburgs U19-trupp samt med deras herrars reservlag. De vann 22 matcher under säsongen 2007/2008.
Under sin första säsong som professionell spelare för FC Freiburg deltog Toprak i totalt 26 ligamatcher och gjorde fyra mål. Efter segern mot  VFL Osnabrück stod FC Freiburg som seriens vinnare av 2. Bundesliga. Den 9 juni 2009 var Toprak med i en kartingolycka, vilken orsakade hans frånvaro under hela första halvan av säsongen 2009/2010. I Topraks första match efter skadan stod Hamburger SV som motståndare. Toprak gjorde mål i den 65:e minuten. Under säsongen 2010–2011 spelade Toprak totalt 24 ligamatcher.

### Bayer Leverkusen
Bayer 04 Leverkusen betalade Topraks övergångsavgift till SC Freiburg på mellan två och tre miljoner €. Toprak skulle bli den nyligen pensionerade Sami Hyypiäs ersättare. Topraks första match med Bayern 04 Leverkusen var mot Dynamo Dresden i 2011–2012 års DFB-Pokal, där de blev utslagna efter en förlust med 3-4. I Bayerns första ligamatch mot Mainz 05 gjorde Toprak självmål, vilket bidrog till deras förlust med 2-0. Bayern kvalificerade sig till UEFA Champions League samma år. De tog sig till sextondelsfinal där FC Barcelona stod  för motståndet. Resultatet blev 2-1 till FC Barcelona och Bayern 04 Leverkusen åkte ut.
I januari 2014 förlängde Toprak sitt kontrakt med Bayern 04 Leverkusen till år 2018.

### Borussia Dortmund
Säsongen 2017/2018 spelade Toprak för Borussia Dortmund i Bundesliga. Han spelade 26 matcher den säsongen, varav 22 var från start. Säsongen 2018/2019 i Borussia Dortmund deltog Toprak i sex matcher, varav en var från start, innan han i augusti blev utlånad till Werder Bremen.

### Werder Bremen
I augusti 2019 lånade Borussia Dortmund ut Toprak till Werder Bremen i ett års tid. Werder Bremen offentliggjorde att överenskommelsen för Toprak skulle med stor sannolikhet bli en permanent överflyttning från Borussia Dortmund till Werder Bremen. Den permanenta övergångsavgiften har uppgetts kunnat uppgå till mellan fem och sex miljoner €.

## Internationell karriär
Toprak spelade för Tysklands U19-landslag när de vann 2008 års UEFA European Under-19 Championship. Han deltog i tre matcher under turneringen och gjorde ett mål.
Den 30 september 2011 blev Toprak kontaktad av Turkiets landslagstränare Guus Hiddink. Toprak blev kallad till de kommande kvalificeringsmatcherna mot Tyskland och Azerbaijan inför UEFA Euro 2012. Den 15 november debuterade han i det turkiska landslaget i en returmatchen mot Kroatien. Han spelade 90 minuter i en mållös match på Stadion Maksimir i Zagreb, vilket resulterade i Kroatiens finalplats efter en målskillnad på 3-0.

## Privatliv
Ömer Toprak är son till turkiska immigranter från Sivas. Han föddes och växte upp i Ravensburg i Baden-Württemberg. Han har en äldre syster och två äldre bröder. Hans bror Harun Toprak är också professionell fotbollsspelare för FV Ravensburg. Hans kusin Rahman Soyudoğru var professionell fotbollsspelare i både Tyskland och Turkiet.

## Statistik

### Klubb
| Klubb             | Säsong  | Liga          | Liga | Liga | Cup | Cup | Kontinental | Kontinental | Övrigt | Övrigt | Totalt | Totalt |
| Klubb             | Säsong  | Division      | SM   | GM   | SM  | GM  | SM          | GM          | SM     | GM     | SM     | GM     |
| ----------------- | ------- | ------------- | ---- | ---- | --- | --- | ----------- | ----------- | ------ | ------ | ------ | ------ |
| SC Freiburg       | 2008–09 | 2. Bundesliga | 30   | 4    | 1   | 0   | —           | —           | —      | —      | 31     | 4      |
| SC Freiburg       | 2009–10 | Bundesliga    | 14   | 0    | 0   | 0   | —           | —           | —      | —      | 14     | 0      |
| SC Freiburg       | 2010–11 | Bundesliga    | 24   | 0    | 1   | 0   | —           | —           | —      | —      | 25     | 0      |
| SC Freiburg       | Totalt  | Totalt        | 68   | 4    | 2   | 0   | —           | —           | —      | —      | 70     | 4      |
| Bayer Leverkusen  | 2011–12 | Bundesliga    | 27   | 0    | 1   | 0   | 6           | 0           | —      | —      | 34     | 0      |
| Bayer Leverkusen  | 2012–13 | Bundesliga    | 26   | 1    | 2   | 0   | 4           | 0           | —      | —      | 32     | 1      |
| Bayer Leverkusen  | 2013–14 | Bundesliga    | 28   | 1    | 3   | 0   | 8           | 2           | —      | —      | 39     | 3      |
| Bayer Leverkusen  | 2014–15 | Bundesliga    | 29   | 1    | 3   | 0   | 9           | 0           | —      | —      | 41     | 1      |
| Bayer Leverkusen  | 2015–16 | Bundesliga    | 19   | 1    | 2   | 0   | 4           | 0           | —      | —      | 25     | 1      |
| Bayer Leverkusen  | 2016–17 | Bundesliga    | 25   | 1    | 1   | 0   | 6           | 0           | —      | —      | 32     | 1      |
| Bayer Leverkusen  | Totalt  | Totalt        | 154  | 5    | 12  | 0   | 37          | 2           | —      | —      | 203    | 7      |
| Borussia Dortmund | 2017–18 | Bundesliga    | 26   | 0    | 1   | 0   | 9           | 0           | 0      | 0      | 36     | 0      |
| Borussia Dortmund | 2018–19 | Bundesliga    | 9    | 0    | 2   | 0   | 3           | 0           | —      | —      | 14     | 0      |
| Borussia Dortmund | 2019–20 | Bundesliga    | 0    | 0    | 0   | 0   | 0           | 0           | 1      | 0      | 1      | 0      |
| Borussia Dortmund | Totalt  | Totalt        | 35   | 0    | 3   | 0   | 12          | 0           | 1      | 0      | 51     | 0      |
| Werder Bremen     | 2019–20 | Bundesliga    | 0    | 0    | 0   | 0   | —           | —           | —      | —      | 0      | 0      |
| Totalt            | Totalt  | Totalt        | 257  | 9    | 17  | 0   | 49          | 2           | 1      | 0      | 324    | 11     |

### Internationellt
| Turkiska herrlandslaget i fotboll |    |    |
| År                                | SM | GM |
| 2011                              | 1  | 0  |
| 2012                              | 10 | 2  |
| 2013                              | 8  | 0  |
| 2014                              | 4  | 0  |
| 2015                              | 0  | 0  |
| 2016                              | 2  | 0  |
| 2017                              | 2  | 0  |
| 2018                              | 0  | 0  |
| 2019                              | 0  | 0  |
| Totalt                            | 27 | 2  |